# Willow Creek Provincial Park
Willow Creek Provincial Park är en park i Kanada.   Den ligger i provinsen Alberta, i den södra delen av landet, 2 900 km väster om huvudstaden Ottawa. Willow Creek Provincial Park ligger 1 039 meter över havet.
Terrängen runt Willow Creek Provincial Park är kuperad västerut, men österut är den platt. Trakten runt Willow Creek Provincial Park är nära nog obefolkad, med mindre än två invånare per kvadratkilometer.. Närmaste större samhälle är Claresholm, 16,0 km sydost om Willow Creek Provincial Park. 
Trakten runt Willow Creek Provincial Park består i huvudsak av gräsmarker.